# Божићна принцеза (представа)
Божићна принцеза (енгл. The Christmas Princess) је позоришна представа за децу коју је написао Артур М. Џоли. Премијерно је приказана у децембру 2005. године, у Лос Анђелесу. Представа је написана као модерна бајка, спајајући елементе западноевропске бајке браће Грим и јапанског фолклора.
Божићна принцеза популарна је међу публиком школског узраста. 

## Продукцијa
Оригинална представа премијерно је емитована 2. децембра 2005. године. Роберт Мијано је глумео краља Хијеронима. Представа је поново емитована 2007. године у Црном позоришту. Њу је 2007. године режирао Пол Месинџер. Према представи снимљени су истоимени серија и филм.
У децембру 2009. године представа је поново емитована у Санта Моници. У све три представе глумео је Џон Френк, који је првобитно глумео дворску луду, пре него што је глумео медведа и краља Хијеронима.   